# Nikiforos Litras
Nikiforos Litras, gr. Νικηφόρος Λύτρας (ur. w 1832 w Tinos, zm. 13 czerwca 1904 w Atenach) – grecki malarz.

## Życiorys
Ukończył studia na Akademii Sztuk Pięknych w Atenach. W 1860 roku otrzymał stypendium w Królewskiej Akademii Sztuk Pięknych w Monachium. W 1866 roku został profesorem w Akademii Sztuk Pięknych w Atenach, gdzie pracował do końca swego życia. Na jego twórczość szczególnie oddziaływały założenia akademizmu monachijskiego.
Wraz z Jules'em Chaplainem zaprojektowali medale olimpijskie przyznawane podczas letnich igrzysk olimpijskich w 1896 roku.

## Galeria prac

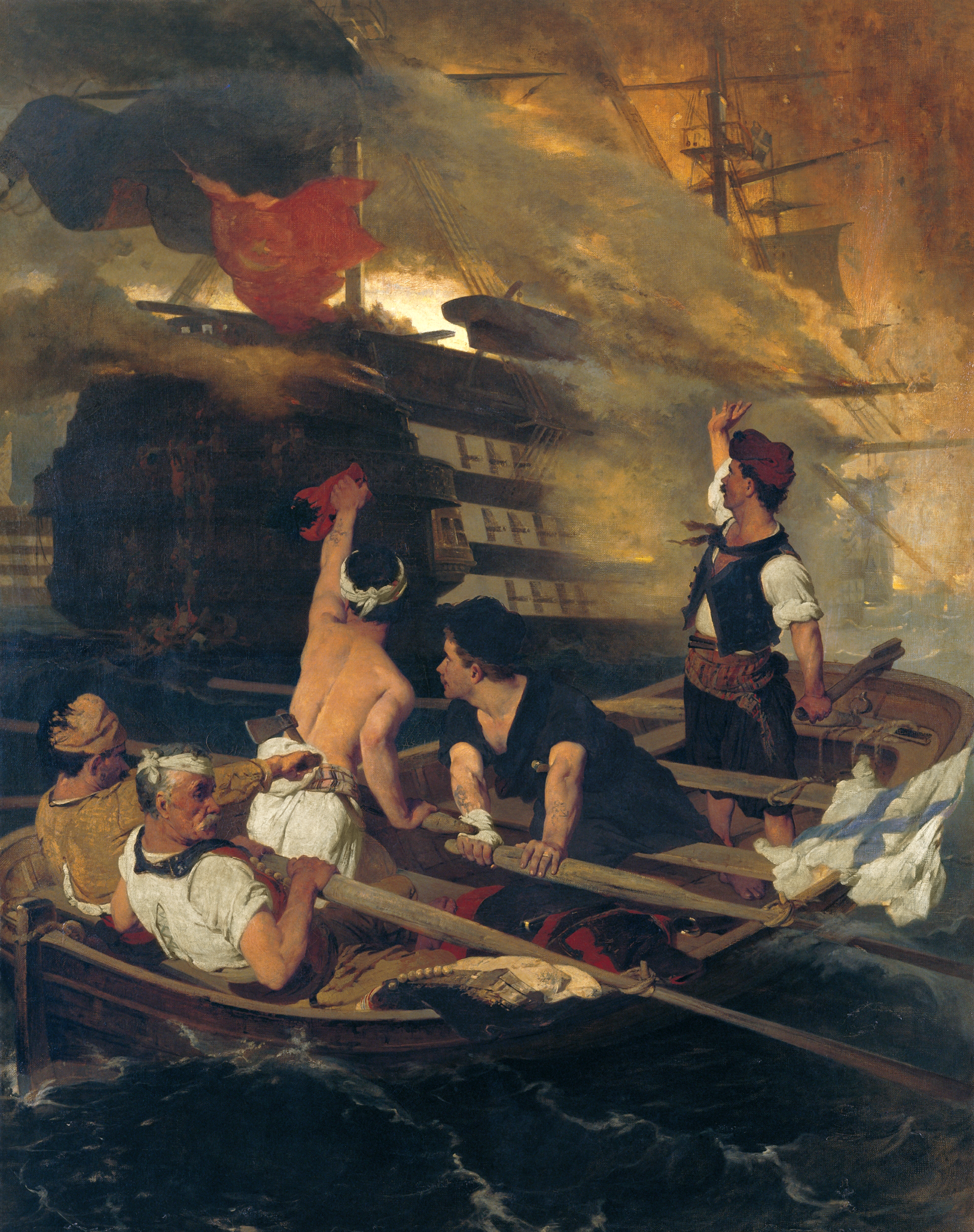
Atak na turecki okręt flagowy przez Kanarisa
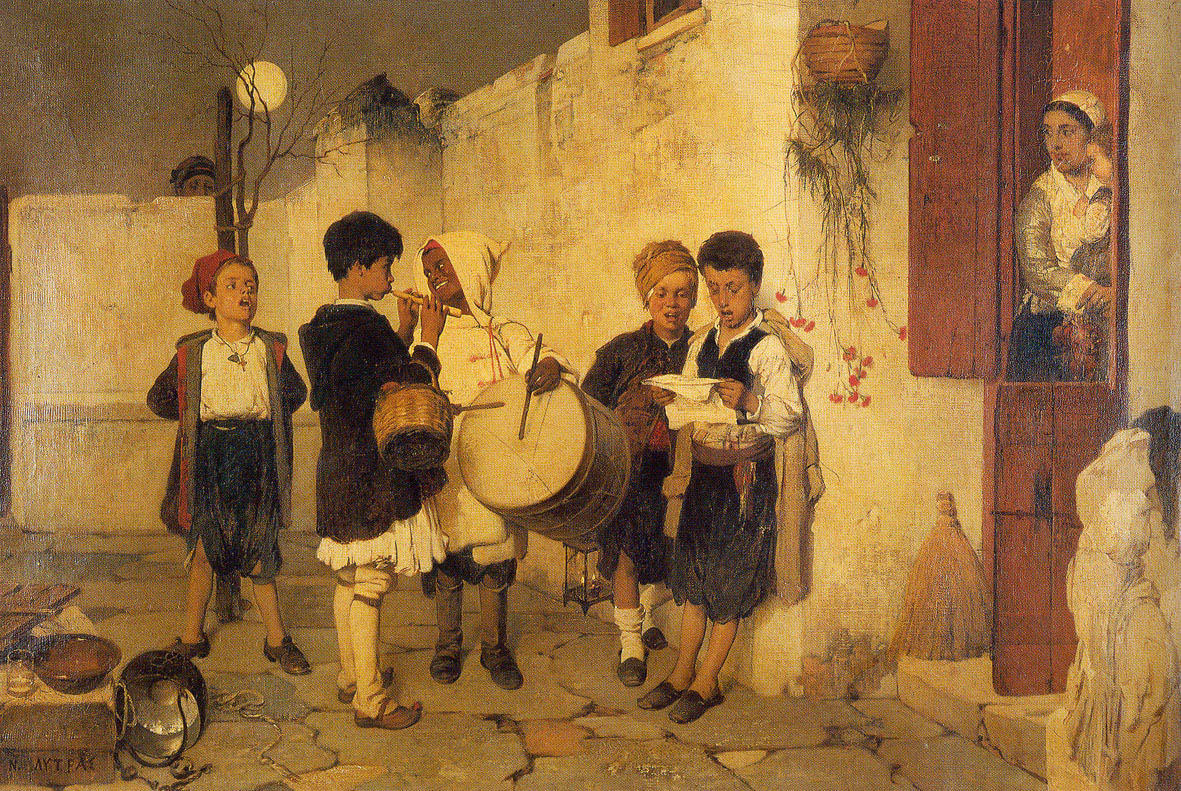
Kolędy
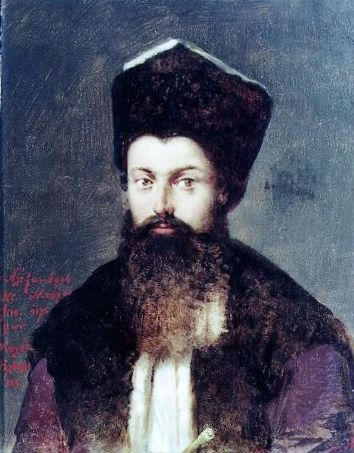
Aleksander Moruzi
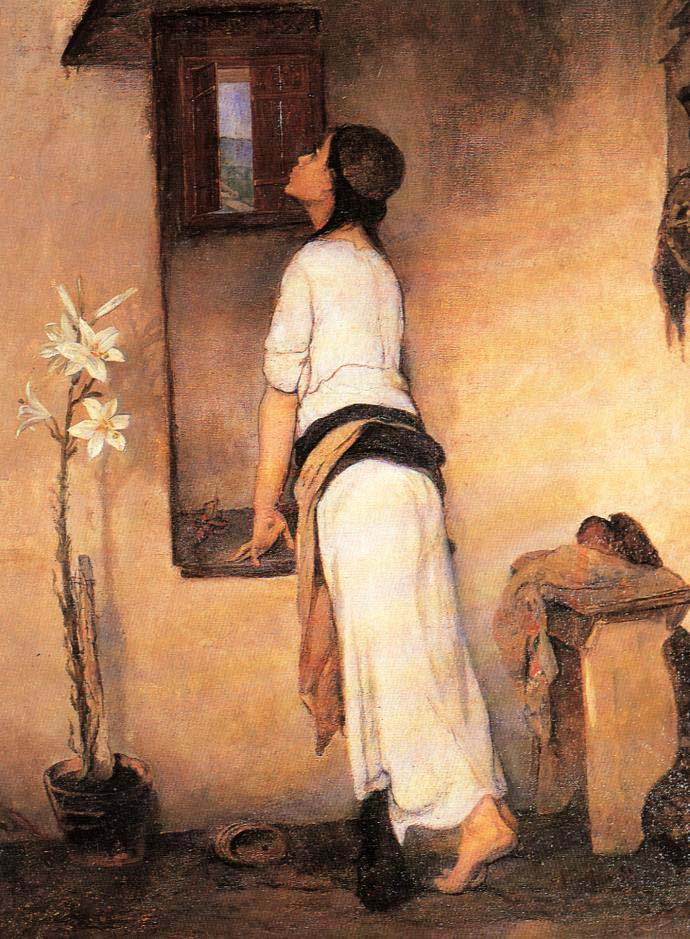
Oczekiwanie
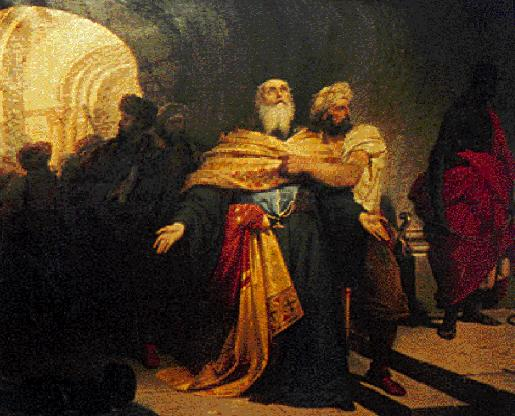
Egzekucja Grzegorza V
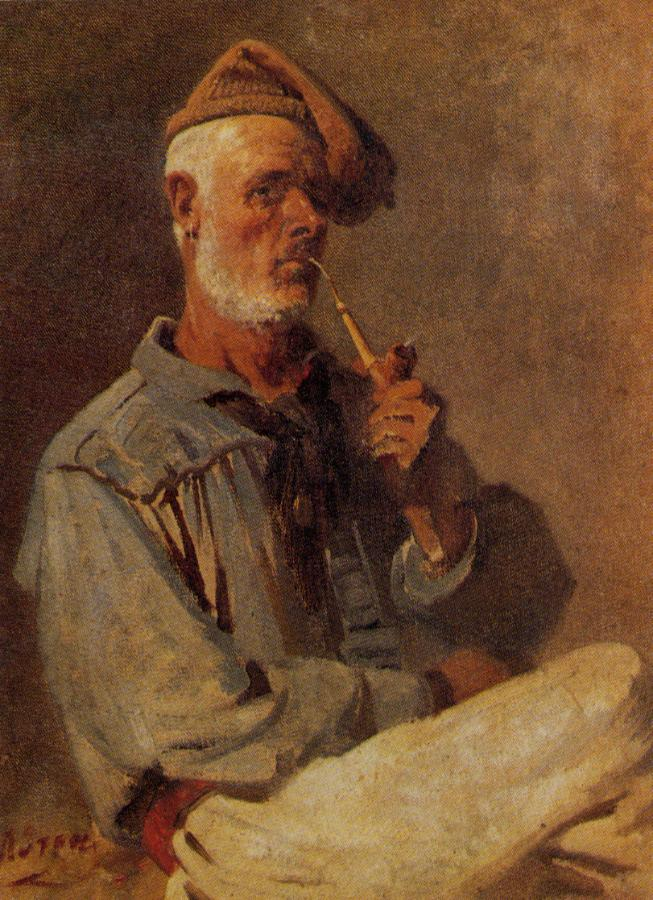
Palący marynarz